# Hertug af Fife
Hertug af Fife er en titel i det forenede kongeriges adelskalender, der blev oprettet i 1889 og ændret i år 1900.
Titlens første indehaver var Alexander Duff, 1. hertug af Fife (1849–1912), der blev kong Edward 7. af Storbritanniens og Alexandra af Danmarks ældste svigersøn. Fra 1912 har titlens indehavere (en teoretisk) arveret til den britiske trone.
Alle hertuger af Fife nedstammer fra kong Vilhelm 4. af Storbritannien og hans samlever Dorothy Jordan. Fra 1912 nedstammer titlens indehavere også fra Alexandra af Danmark og Edward 7. af Storbritannien.
Titlen er knyttet til Fife i den nordøstlige del af det skotske lavland.

## Hertuger og hertuginder af Fife
- 1889 – 1912: Alexander Duff, 1. hertug af Fife og Louise af Storbritannien, hertuginde af Fife.
- 1912 – 1959: prinsesse Alexandra, 2. hertuginde af Fife, gift med prins Arthur af Connaught (1883–1938).
  - Alastair, 2. hertug af Connaught og Strathearn (1914–1943). (Hertug Alastair var søn af prinsesse Alexandra, 2. hertuginde af Fife og prins Arthur af Connaught).
  - prinsesse Maud, grevinde af Southesk (1993–1945). Maud var den yngre søster til prinsesse Alexandra, 2. hertuginde af Fife. Hun var gift med Charles Carnegie, 11. jarl af Southesk (1893–1992).
- 1959 – 2015: James Carnegie, 3. hertug af Fife og den ærede Caroline Cecily Dewar (født 1934), hertuginde af Fife til 1980, derefter er hun den ærede Lady Worsley. (James Carnegie, 3. hertug af Fife var søn af prinsesse Maud, grevinde af Southesk og søstersøn til prinsesse Alexandra, 2. hertuginde af Fife).
- 2015 – nu:. David Carnegie, 4. hertug af Fife og Caroline Anne Bunting (født 1961), hertuginde af Fife.

## Markis af Macduff (1890)
- Alastair Duff (titulær Markis af Macduff, dødfødt 1890).

## Jarl af Macduff (efter år 1900)
- 1917 – 1942: Alastair, jarl af Macduff (i 1914 – 1917: Hans Højhed Prins Alastair af Connaught), (i 1942–1943: Alastair, 2. hertug af Connaught og Strathearn).
- 1961 – 1992: David Carnegie,  4. hertug af Fife (født 1961), titulær jarl af Macduff i 1961–1992, titulær jarl af Southesk i 1992–2015.

## Oprettelse af hertugdømmet Fife
To dage efter deres bryllup i 1889 blev Alexander Duff og prinsesse Louise udnævnte til hertug og hertuginde af Fife, og det blev bestemt, at deres ældste søn skulle have høflighedstitlen Markis af Macduff. Titlerne skulle gå i arv blandt deres mandlige efterkommere. 
I år 1900 blev det bestemt, at titlen som hertug af Fife også kunne gå i arv til Alexander Duffs og prinsesse Louises døtre og dattersønner. Samtidigt blev titlen Markis af Macduff erstattet af titlen Jarl af Macduff. Denne nye titel kan bruges som høflighedstitel af hertugens (eller hertugindens) ældste søn. Hvis den ældste søn har en anden titel, så kan én af sønnesønnerne (den ældste søns ældste søn) bruge titlen.

## Jarlerne af Fife
Alexander Duff var en efterkommer af Jarlerne af Fife, der regerede i Fife fra 1098 til 1425. 
I 1759 beviste William Duff (1696 – 1763), at han nedstammede  fra Jarlerne af Fife, og han fik den irske titel Jarl Fife. William Duff var tipoldefar til Alexander Duff.
I 1885 fik Alexander Duff den britiske titel Jarl af Fife.

## Efterkommere af Georg 3. af Storbritannien
Den nuværende hertugslægt er grundlagt af Alexander Duff, 1. hertug af Fife og prinsesse Louise af Storbritannien, hertuginde af Fife. Både hertugen og hertuginden var tipoldebørn af kong Georg 3. af Storbritannien.
Prinsesse og hertuginde Louise var datter af kong Edward 7. af Storbritannien, søn af dronning Victoria af Storbritannien, datter af Prins Edvard Augustus, hertug af Kent og Strathearn, søn af Georg 3. af Storbritannien.
Hertug Alexander Duff var søn af Agnes Duff, grevinde Fife (1829–1869), datter af Elizabeth Hay, grevinde af Errol (1801–1856), datter af kong Vilhelm 4. af Storbritannien (1765–1837) og Dorothy Jordan (1761–1816). Vilhelm 4. var søn af Georg 3. af Storbritannien.

## Efterkommere af Alexander Duff, 1. hertug af Fife
Der blev født tre børn i ægteskabet mellem Alexander Duff og prinsesse Louise. De to døtre fik hver én søn.
- Alastair Duff (titulær Markis af Macduff, dødfødt 1890).
- Prinsesse Alexandra, 2. hertuginde af Fife (tituleret H.H. Prinsesse Alexandra af Fife, 1891 – 1959), gift med prins Arthur af Connaught (1883 – 1938), fik en søn:
  - Alastair, 2. hertug af Connaught og Strathearn (1914-1943), fik ingen børn.
- Prinsesse Maud, grevinde af Southesk (tituleret H.H. Prinsesse Maud af Fife (1893 – 1945), gift med Charles Carnegie, 11. jarl af Southesk, fik en søn.
  - James Carnegie, 3. hertug af Fife (1929-2015) var gift med den ærede Caroline Cecily Dewar (født 1934) (ældste barn af Henry Dewar, 3. baron Forteviot (1906–1993)). Parret fik tre børn:
    - Dødfødt søn (4. april 1958).
    - Lady Alexandra Clare Etherington, født Carnegie (født 1959), gift med Mark Fleming Etherington, (født 1962); har en datter:
      - Amelia Mary Carnegie Etherington (født 2001).

    - David Carnegie,  4. hertug af Fife (født 1961), titulær jarl af Macduff i 1961–1992, titulær jarl af Southesk i 1992–2015, gift med Caroline Anne Bunting (født 1961); har tre sønner:  
      - Charles Duff Carnegie, titulær jarl af Southesk (født 1989), ældste søn af den 4. hertug af Fife.
      - Lord George William Carnegie (født 1991), næstældste søn af den 4. hertug af Fife.
      - Lord Hugh Alexander Carnegie (født 1993), tredje og yngste søn af den 4. hertug af Fife.